# オリザ・ルフィポゴン
オリザ・ルフィポゴン（学名: Oryza rufipogon）は、イネ科イネ属の植物である。和名はノイネあるいはヒゲナガノイネ、英語では「weedy red rice」「brownbeard rice」などと呼ばれ、中国語では「普通野生稲」と呼ばれている。

## 概要
インド西部からインドネシア島嶼部まで分布しており、O. sativa（いわゆるイネ）の原種ではないかと目されている。
沼沢地などに生息し、夏の雨季は水から茎を出して成長し、乾季が訪れる秋に種子を実らせる。茎の高さはイネと同程度の150cm程度だが、雨季に増水した場合はこれ以上に伸びる場合もある。
多年生植物であるため、根は残って翌年再び成長する（栽培化されたイネも実は多年生植物であるが、一年目の収量を多くするよう改良して人為的に枯らしているだけである）。これに対して一年生植物である O. nivara という近縁種もある。
芒や種子が赤いのもイネとの大きな違いである。

## 水田雑草としてのルフィポゴン
ルフィポゴンは、イネの圃場の中にしばしば混入して生育する。多くの種子をつけないルフィポゴンが混入するとコメの収量が落ちる上、種子が赤いため見栄えも悪い上に渋みがあるため商品価値も落ちることとなる。さらに脱粒しやすいため、圃場の中に種子が落ちて翌年も同じ圃場で芽を出すこととなる。連作障害が皆無に等しく輪栽式農業を行う必要のないイネの長所がルフィポゴンの繁茂を文字通り助長することとなった。
日本では伝統的に苗代を用いるため、田植えしたイネと自然発芽したルフィポゴンが混じり合うことはほとんどない。しかしアメリカやブラジルなどでは、省力化のため圃場に種子を直播するため、ルフィポゴンの混入は激しく農家の頭を悩ませている。もともと同一種であるため、農薬などによりルフィポゴンのみを駆除することも困難である。苗代を用いていた韓国でも近年省力化のため直播が増えているため、ルフィポゴンの混入が問題になりつつある。

## 生息状況
雑草として必死の駆除が続く一面、近年の開発による湿地や沼沢地の破壊により、自生しているルフィポゴンは生息地を減らしつつある。台湾では1970年代に絶滅が確認された。フィリピンでも自生地は1か所残るのみである。中国では国家二級保護植物に指定されている。